# Волок (Новгородская область)
Во́лок — деревня в Боровичском муниципальном районе Новгородской области, административный центр Волокского сельского поселения.
Деревня расположена на правом берегу реки Мсты, к северо-западу от города Боровичи. Неподалёку расположена деревня Березицы.

## История

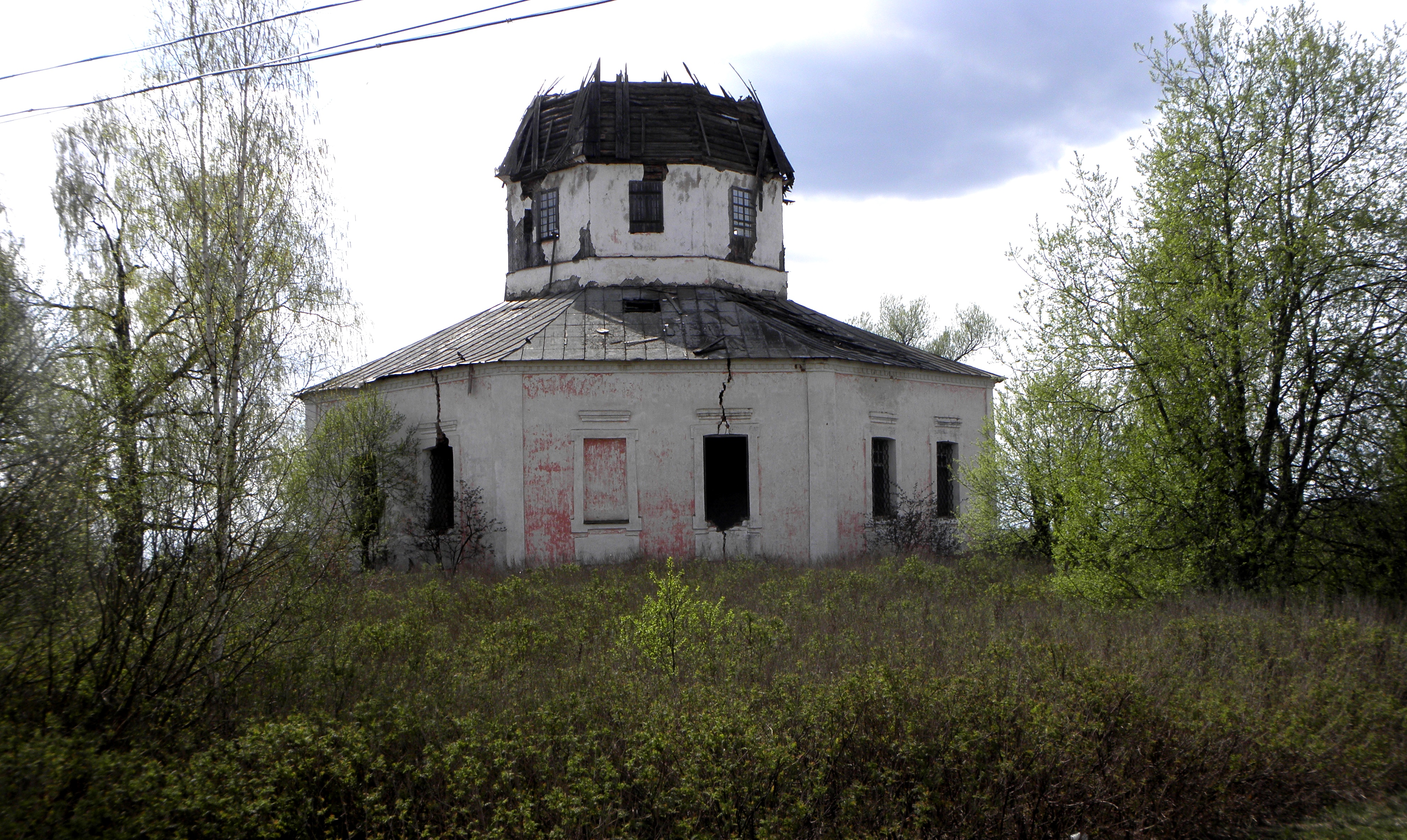
Церковь Николая Чудотворца. 1795 год

Упоминается в источниках с конца XV века, как крупный населённый пункт Бежецкой пятины в Новгородской земле Волочек Держков, который в это время являлся центром значительной территории — нескольких смежных погостов и, кроме того, считался рядком — торгово-ремесленным селом. Платёжная книга Бежецкой пятины в 1499 году:
ряд на Волочку на Держкове, на погосте, Семеновских да Ивановских дворов Успенских да Налецких и Налеских дворов 17
…в Николском погосте на Волочку и в Ыванском на Волочку ж Держкове
В Писцовой книге Бежецкой пятины 1564 года указаны храмы: церкви Николая Чудо-творца и Спаса Преображения на погосте, церкви Иоанна Предтечи, Святой Богородицы и Троицы Живоначальной на ряду на Волочке Дершкове.
Погост в источниках XV—XVI веков называется как Погост Покровский Иванский на Волочку на Держкове, с конца XVIII века — Погост Волокодержковский, затем — село Волок центр Волокской волости Боровичского уезда Новгородской губернии.

## Население
| 1989 | 2002 | 2006 | 2008 | 2009 | 2010 |
| ---- | ---- | ---- | ---- | ---- | ---- |
| 499  | ↗513 | ↗525 | ↘517 | ↗522 | ↘506 |

По переписи населения 2002 года, в деревне Волок проживали 513 человек (94% русские).

## Экономика
- Волокское лесничество Боровичского лесхоза[11].
- ООО «КХФ Яковлева С. А.» (выращивание картофеля и других корнеплодных и клубнеплодных культур, а также зерновых и зернобобовых культур), КХФ Садковского А. А., КХФ Гелетей И. И. (овощеводство, лесозаготовки); ООО «Агро — Волок» (растениеводство и животноводство); СХК «Колхоз имени Ленина» (разведение крупного рогатого скота, выращивание картофеля и других корнеплодных и клубнеплодных культур).
- ООО «ВОЛОК» (аренда автотранспорта, сельскохозяйственной техники и оборудования); ООО Молочный завод «Возрождение» (в том числе и розничная торговля, услуги грузового автотранспорта).

## Здравоохранение
- МУ здравоохранения, центр общей (семейной) практики «Волокская амбулатория»[11].

## Образование
- МОУ «Средняя общеобразовательная школа д. Волок»[11].
- МДОУ «Детский сад д. Волок».

## Культура
Волокской дом культуры, библиотека.

## Связь
- Волокское отделение связи[11] (индекс 174421).

## Транспорт
Волок находится на автомобильной дороге Боровичи—Любытино—Спасская Полисть. Ближайшая железнодорожная станция в находится в Боровичах.

## Персоналии
- Иоанн (Георгиевский) — епископ Кунгурский.
- Григорьев, Александр Николаевич — председатель исполнительного комитета Новгородского городского Совета народных депутатов (1985—1988). Родился в Волоке.